# Curling op de Olympische Jeugdwinterspelen 2012

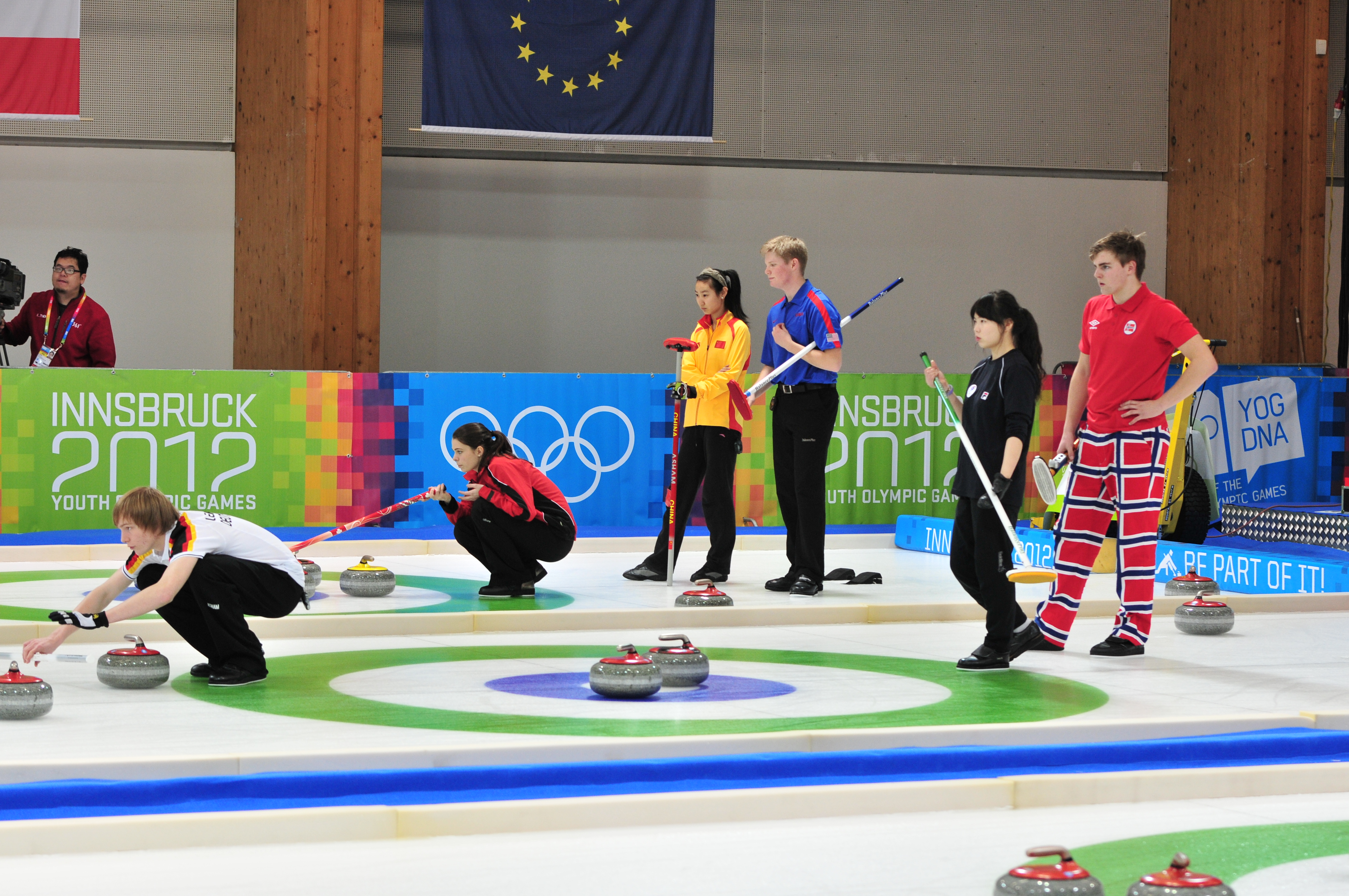
Curlingteams in actie op de Olympische Jeugdwinterspelen 2012

Curling is een van de olympische sporten die beoefend werden tijdens de Olympische Jeugdwinterspelen 2012 in Innsbruck. De wedstrijden vonden plaats van 14 tot en met 22 januari in de Messe Innsbruck. Er werden twee onderdelen georganiseerd; de gemengde teamwedstrijd (nationaal) en het gemengd dubbeltoernooi (internationaal).

## Deelnemers
De deelnemers moesten in 1994 of 1995 geboren zijn. Het maximale aantal deelnemers was door het IOC op 32 jongens en 32 meisjes uit zestien landen vastgesteld. Uit Noord-Amerika mochten twee landen meedoen, uit Zuid-Amerika één, drie uit Azië, één uit Oceanië, acht uit Europa plus het gastland. Brazilië was het enige land dat in aanmerking kwam om Zuid-Amerika te vertegenwoordigen maar trok zich terug. De vrijgekomen plaats ging naar Europa. In Azië en Noord-Amerika waren kwalificatiewedstrijden niet nodig om de deelnemers aan te wijzen. De landen uit Europa en Oceanië konden op diverse curlingtoernooien punten verdienen en de landen met het hoogste aantal punten kwalificeerden zich.

## Onderdelen
Gemengde teamwedstrijd
Twee jongens en twee meisjes uit één land vormden een team. De zestien teams werden in twee groepen ingedeeld. In elke groep speelde elk land een keer tegen elk ander land. De top vier van elke groep plaatste zich voor de kwartfinale. De wedstrijden liepen van 14 tot en met 18 januari.
Gemengd dubbeltoernooi
Alle deelnemers aan de teamwedstrijd deden mee aan het gemengd dubbeltoernooi. Elk meisje werd aan een jongen uit een ander land gekoppeld. Het organisatiecomité maakte deze indeling op basis van de uitslag van de teamwedstrijd waarbij de zwakkere jongens aan de sterkere meisjes worden gekoppeld en andersom. De wedstrijden werden gespeeld van 20 tot en met 22 januari en de 32 teams streden via het knock-outsysteem.

## Medailles
| Onderdeel                               | Goud    | Goud                                                 | Zilver  | Zilver                                                      | Brons   | Brons                                                     |
| --------------------------------------- | ------- | ---------------------------------------------------- | ------- | ----------------------------------------------------------- | ------- | --------------------------------------------------------- |
| gemengde teamwedstrijd (nationaal)      | SUI     | Michael Brunner Lisa Gisler Romano Meier Elena Stern | ITA     | Arianna Losano Amos Mosaner Denise Pimpini Alessandro Zoppi | SWE     | Johanna Heldin Amalia Rudström Jordan Wahlin Rasmus Wrana |
| gemengd dubbeltoernooi (internationaal) | GER SUI | Nicole Muskatewitz Michael Brunner                   | KOR NOR | Kim Eunbi Martin Sesaker                                    | RUS USA | Marina Verenich Korey Dropkin                             |

## Uitslagen

### Gemengde teamwedstrijd

#### Groepsfase
De wedstrijden in de groepsfase vonden op 14, 15, 16 en 17 januari plaats.
G = gewonnen, V = verloren, () = beslissing op basis van onderlinge extra wedstrijd. 
| Blauwe groep |                  |             |
| #            | Land             | G - V       |
| 1            | Verenigde Staten | 7 - 0       |
| 2            | Zwitserland      | 6 - 1       |
| 3            | Tsjechië         | 4 - 3       |
| 4            | Noorwegen        | 3 - 4 (1-0) |
| 5            | China            | 3 - 4 (0-1) |
| 6            | Zuid-Korea       | 2 - 5       |
| 7            | Nieuw-Zeeland    | 2 - 5       |
| 8            | Estland          | 1 - 6       |

| Datum | Land | Uitslag | Land |
| ----- | ---- | ------- | ---- |
| 14/1  | KOR  | 3-6     | CZE  |
| 14/1  | SUI  | 6-2     | NZL  |
| 14/1  | EST  | 1-10    | USA  |
| 14/1  | CHN  | 4-5     | NOR  |
| 14/1  | NZL  | 2-10    | USA  |
| 14/1  | CHN  | 8-1     | KOR  |
| 14/1  | NOR  | 2-8     | SUI  |
| 14/1  | CZE  | 9-4     | EST  |
| 15/1  | SUI  | 12-1    | EST  |
| 15/1  | NOR  | 5-8     | CZE  |
| 15/1  | USA  | 7-4     | KOR  |
| 15/1  | NZL  | 7-6     | CHN  |
| 15/1  | NOR  | 3-7     | KOR  |
| 15/1  | NZL  | 7-6     | EST  |

| Datum                | Land | Uitslag | Land |
| -------------------- | ---- | ------- | ---- |
| 15/1                 | CZE  | 5-6     | CHN  |
| 15/1                 | USA  | 6-4     | SUI  |
| 16/1                 | CHN  | 3-7     | SUI  |
| 16/1                 | CZE  | 1-11    | USA  |
| 16/1                 | NZL  | 6-7     | NOR  |
| 16/1                 | EST  | 7-5     | KOR  |
| 16/1                 | CZE  | 9-4     | NZL  |
| 16/1                 | KOR  | 2-6     | SUI  |
| 16/1                 | CHN  | 7-3     | EST  |
| 16/1                 | NOR  | 3-6     | USA  |
| 17/1                 | USA  | 8-1     | CHN  |
| 17/1                 | EST  | 3-8     | NOR  |
| 17/1                 | KOR  | 9-4     | NZL  |
| 17/1                 | SUI  | 8-4     | CZE  |
| Beslissingswedstrijd |      |         |      |
| 17/01                | NOR  | 6-3     | CHN  |

| Rode groep |                  |       |
| #          | Land             | G - V |
| 1          | Zweden           | 6 - 1 |
| 2          | Canada           | 5 - 2 |
| 3          | Japan            | 4 - 3 |
| 4          | Italië           | 4 - 3 |
| 5          | Groot-Brittannië | 3 - 4 |
| 6          | Rusland          | 3 - 4 |
| 7          | Oostenrijk       | 2 - 5 |
| 8          | Duitsland        | 1 - 6 |

| Datum | Land | Uitslag | Land |
| ----- | ---- | ------- | ---- |
| 14/1  | AUT  | 6-5     | CAN  |
| 14/1  | JPN  | 5-3     | ITA  |
| 14/1  | SWE  | 6-4     | GBR  |
| 14/1  | RUS  | 6-4     | GER  |
| 15/1  | GBR  | 4-5     | GER  |
| 15/1  | SWE  | 5-3     | RUS  |
| 15/1  | CAN  | 6-0     | ITA  |
| 15/1  | AUT  | 5-7     | JPN  |
| 15/1  | SWE  | 5-7     | ITA  |
| 15/1  | AUT  | 12-5    | GER  |
| 15/1  | RUS  | 6-5     | JPN  |
| 15/1  | CAN  | 8-2     | GBR  |
| 16/1  | JPN  | 7-5     | GBR  |
| 16/1  | RUS  | 1-7     | CAN  |

| Datum | Land | Uitslag | Land |
| ----- | ---- | ------- | ---- |
| 16/1  | AUT  | 5-7     | SWE  |
| 16/1  | GER  | 3-9     | ITA  |
| 16/1  | RUS  | 8-5     | AUT  |
| 16/1  | ITA  | 5-7     | GBR  |
| 16/1  | JPN  | 9-2     | GER  |
| 16/1  | SWE  | 6-5     | CAN  |
| 17/1  | CAN  | 9-4     | JPN  |
| 17/1  | GER  | 4-6     | SWE  |
| 17/1  | ITA  | 6-3     | AUT  |
| 17/1  | GBR  | 6-3     | RUS  |
| 17/1  | ITA  | 7-3     | RUS  |
| 17/1  | GBR  | 9-1     | AUT  |
| 17/1  | GER  | 4-6     | CAN  |
| 17/1  | JPN  | 4-5     | SWE  |

#### Knock-outfase
Alle wedstrijden in de knock-outfase vonden op 18 januari plaats.
| Fase         | Land        | Uitslag | Land             |
| ------------ | ----------- | ------- | ---------------- |
| Kwartfinale  | Tsjechië    | 6-7     | Canada           |
| Kwartfinale  | Italië      | 7-5     | Verenigde Staten |
| Kwartfinale  | Zweden      | 8-0     | Noorwegen        |
| Kwartfinale  | Zwitserland | 4-3     | Japan            |
| Halve finale | Zwitserland | 10-4    | Zweden           |
| Halve finale | Italië      | 8-2     | Canada           |
| 3e/4e plaats | Canada      | 3-4     | Zweden           |
| Finale       | Zwitserland | 6-4     | Italië           |

### Gemengd dubbeltoernooi
De wedstrijden werden via het knock-outsysteem gespeeld. De 1/32 finale vond op vrijdag 20 januari plaats, de 1/16 finale en kwartfinale op zaterdag 21 januari en de halve finale en de wedstrijden om de medailles op zondag 22 januari.
| NOC     | Naam                                 | Uitslag | NOC     | Naam                             |
| ------- | ------------------------------------ | ------- | ------- | -------------------------------- |
| GER SUI | Nicole Muskatewitz Michael Brunner   | 8-6     | USA KOR | Sarah Anderson Go keon           |
| NOR CHN | Ina Roll Backe Wang Jin-bo           | 8-7     | AUT SWE | Camilla Schnabel Jordan Wahlin   |
| NZL CAN | Kelsi Heath Thomas Scoffin           | 9-5     | JPN GBR | Mizuki Kitaguchi Thomas Muirhead |
| CZE RUS | Zuzana Hruzova Mikhail Vaskov        | 10-3    | EST ITA | Marie Turmann Alessandro Zoppi   |
| RUS USA | Marina Verenich Korey Dropkin        | 13-3    | SUI EST | Elena Stern Sander Rouk          |
| SWE NZL | Johanna Heldin Luke Steele           | 9-8     | GBR NOR | Angharad Ward Markus Skogvold    |
| CAN AUT | Corryn Brown Martin Reichel          | 6-4     | CHN JPN | Cao Ying Shingo Usui             |
| KOR CZE | Kang Sueyeon Krystof Krupansky       | 10-5    | ITA GER | Arianna Losano Daniel Rothballer |
| CHN USA | Yang Ying Tom Howell                 | 10-2    | SUI AUT | Lisa Gisler Mathias Genner       |
| KOR NOR | Kim Eunbi Martin Sesaker             | 9-3     | SWE GER | Amalia Rudström Kevin Lehmann    |
| RUS JPN | Anastasia Moskaleva Tsukasa Horigome | 8-2     | CAN EST | Emily Gary Robert-Kent Paell     |
| GBR CZE | Rachel Hannen Marek Cernovsky        | 8-5     | ITA NZL | Denise Pimpini David Weyer       |
| USA GBR | Taylor Anderson Duncan Menzies       | 8-7     | NZL SUI | Eleanor Adviento Romano Meier    |
| EST SWE | Kerli Zirk Rasmus Wrana              | 8-1     | NOR RUS | Stine Haalien Alexandr Korshunov |
| JPN KOR | Mako Tamakuma Yoo Minhyeon           | 14-1    | GER CAN | Frederike Manner Derek Oryniak   |
| AUT ITA | Irena Brettbacher Amos Mosaner       | 10-9    | CZE CHN | Alzbeta Baudysova Bai Yang       |

| NOC     | Naam                                 | Uitslag | NOC     | Naam                           |
| ------- | ------------------------------------ | ------- | ------- | ------------------------------ |
| GER SUI | Nicole Muskatewitz Michael Brunner   | 6-1     | NOR CHN | Ina Roll Backe Wang Jin-bo     |
| CZE RUS | Zuzana Hruzova Mikhail Vaskov        | 6-5     | NZL CAN | Kelsi Heath Thomas Scoffin     |
| RUS USA | Marina Verenich Korey Dropkin        | 10-3    | SWE NZL | Johanna Heldin Luke Steele     |
| CAN AUT | Corryn Brown Martin Reichel          | 7-4     | KOR CZE | Kang Sueyeon Krystof Krupansky |
| KOR NOR | Kim Eunbi Martin Sesaker             | 10-4    | CHN USA | Yang Ying Tom Howell           |
| RUS JPN | Anastasia Moskaleva Tsukasa Horigome | 7-1     | GBR CZE | Rachel Hannen Marek Cernovsky  |
| USA GBR | Taylor Anderson Duncan Menzies       | 6-4     | EST SWE | Kerli Zirk Rasmus Wrana        |
| JPN KOR | Mako Tamakuma Yoo Minhyeon           | 9-4     | AUT ITA | Irena Brettbacher Amos Mosaner |

| NOC     | Naam                               | Uitslag | NOC     | Naam                                 |
| ------- | ---------------------------------- | ------- | ------- | ------------------------------------ |
| GER SUI | Nicole Muskatewitz Michael Brunner | 8-3     | CZE RUS | Zuzana Hruzova Mikhail Vaskov        |
| RUS USA | Marina Verenich Korey Dropkin      | 9-3     | CAN AUT | Corryn Brown Martin Reichel          |
| KOR NOR | Kim Eunbi Martin Sesaker           | 7-6     | RUS JPN | Anastasia Moskaleva Tsukasa Horigome |
| JPN KOR | Mako Tamakuma Yoo Minhyeon         | 7-4     | USA GBR | Taylor Anderson Duncan Menzies       |

| NOC     | Naam                               | Uitslag | NOC     | Naam                          |
| ------- | ---------------------------------- | ------- | ------- | ----------------------------- |
| GER SUI | Nicole Muskatewitz Michael Brunner | 7-3     | RUS USA | Marina Verenich Korey Dropkin |
| KOR NOR | Kim Eunbi Martin Sesaker           | 13-6    | JPN KOR | Mako Tamakuma Yoo Minhyeon    |

| Fase         | NOC     | Naam                               | Uitslag | NOC     | Naam                       |
| ------------ | ------- | ---------------------------------- | ------- | ------- | -------------------------- |
| 3e/4e plaats | RUS USA | Marina Verenich Korey Dropkin      | 6-5     | JPN KOR | Mako Tamakuma Yoo Minhyeon |
|              |         |                                    |         |         |                            |
| 1e/2e plaats | GER SUI | Nicole Muskatewitz Michael Brunner | 13-2    | KOR NOR | Kim Eunbi Martin Sesaker   |

Alpineskiën · Biatlon · Bobsleeën · Curling · Freestyleskiën · IJshockey · Kunstrijden · Langlaufen · Noordse combinatie · Rodelen · Schaatsen · Schansspringen · Shorttrack · Skeleton · Snowboarden